# Jakiw Halczewski
Jakiw Wasyliowycz Halczewski (ukr. Яків Васильович Гальчевський; ps. Ataman Oreł, znany również jako Jakub Wojnarowski, ur. 10 października?/22 października 1894 w Hucie Lityńskiej koło Lityna, zm. 22 marca 1943 w Peresołowicach) – ukraiński wojskowy, publicysta, pisarz, historyk, działacz społeczny.
Doradca Symona Petlury. Pułkownik Armii Ukraińskiej Republiki Ludowej, dowódca 61 pułku, ataman i jeden z dowodzących antybolszewickim ruchem partyzanckim w USRR w latach 1922–1925. Kapitan, a później major Wojska Polskiego, uczestnik kampanii wrześniowej.

## Życiorys
Pochodził z katolickiej rodziny ziemiańskiej. Przeszedł na prawosławie.
W lipcu 1914 powołany do armii rosyjskiej, został skierowany do 2 zapasowej brygady artyleryjskiej w Kazaniu, w maju skończył 2 Żytomierska Szkołę Chorążych, w czerwcu został dowódcą kompanii marszowej 22 zapasowego batalionu piechoty z Winnicy. Od sierpnia 1915 był dowódcą kompanii zwiadu konnego 1 pułku strzeleckiego 1 Turkiestańskiej Dywizji Piechoty w 1 Turkiestańskim Korpusie Piechoty. Służbę w armii rosyjskiej ukończył w stopniu sztabskapitana. Był odznaczony orderem św. Stanisława III klasy z mieczami i orderem św. Anny IV klasy.
W latach 1919–1921 walczył z bolszewikami jako ataman „Oreł” na Prawobrzeżnej Ukrainie, współpracując m.in. z Matwijem Hryhorijewem. 22 sierpnia 1922 głównodowodzący Armii URL Symon Petlura awansował go do stopnia pułkownika. W 1925 oddział Jakowa Halczewskiego odbył ostatni rajd na radziecką Ukrainę z terytorium Polski. W latach 1925–1930 współpracował z polskim wywiadem, przygotowując agentów wysyłanych na sowiecką Ukrainę.
1 września 1930 rozpoczął kontraktową służbę w Wojsku Polskim w stopniu kapitana (pod nazwiskiem Jakub Wojnarowski), został dowódcą kompanii w 67 pułku piechoty w Brodnicy. W marcu 1939 został awansowany do stopnia majora. Na dzień 23 marca 1939 roku zajmował jako major kontraktowy WP stanowisko dowódcy 3 kompanii 67 pp. Od 11 września 1939 był dowódcą Batalionu ON „Brodnica”. 18 września 1939 dostał się do niewoli niemieckiej. W styczniu 1940 został zwolniony z obozu jenieckiego. Został doradcą dowódcy Siczy Poleskiej – Tarasa Borowca. W latach 1942–1943 był organizatorem i dowódcą ukraińskiej samoobrony w rejonie Hrubieszowa.
Zginął w czasie ataku oddziału Armii Krajowej na wieś Peresołowice. Został pochowany w Hrubieszowie (grób nie zachowany).
Był autorem wielu publikacji w emigracyjnej prasie ukraińskiej oraz książek Proty czerwonych okupantiw (t. 1, Kraków 1941, t. 2, Kraków-Lwów 1942), Z wojennoho notatnyka (Kijów 2006) i historycznej monografii Bez nazwanija (1942).